# Cedar Creek, Arizona
Cedar Creek är en ort i Gila County i delstaten Arizona, USA.